# 날개쥐치
날개쥐치는 복어목 쥐치과에 속하는 물고기이다. 복어의 독인 테트로도톡신의 50배에 해당하는 맹독 팔리톡신을 가지고 있다. 간, 쓸개, 소화기관(내장)에 독이 있다. 식용할때는 반드시 간, 쓸개, 소화기관(내장)을 제거한 뒤 껍질을 벗기고 살만 식용해야 한다. 